# Ayorkor Korsah
G. Ayorkor Korsah (trước đây là G. Ayorkor Mills-Tettey) là trưởng khoa Khoa học máy tính tại Đại học Ashesi ở Ghana.

## Tuổi thơ và giáo dục
Korsah học chuyên ngành kỹ thuật tại Đại học Dartmouth, tốt nghiệp Summa Cum Laude vào tháng 6 năm 2003. Cô theo học Đại học Carnegie Mellon với công việc tiến sĩ về khoa học máy tính, lấy bằng tiến sĩ năm 2011 cho luận án của mình, "Khám phá sự phối hợp tối ưu cho các nhóm không đồng nhất với phụ thuộc chéo lịch trình".

## Nghề nghiệp
- 2003 - 8/2004

Giảng viên thỉnh giảng, Khoa học máy tính; Khoa Khoa học Máy tính của Đại học Ashesi, Accra, Ghana
- Tháng 6 - tháng 9 năm 2006

Giảng viên thỉnh giảng, Khoa Khoa học Máy tính của Đại học Ashesi, Accra, Ghana
- Tháng 9 - 12 năm 2006

Trợ giảng; Viện Robotics Đại học Carnegie Mellon, Pittsburgh, PA, Hoa Kỳ

## Thành tựu
Korsah và Ken Goldberg, đồng sáng lập Mạng lưới Robot Châu Phi (AFRON), đã được trao Giải thưởng Sáng tạo đột phá Tribeca 2013 cho công việc của họ trong việc thành lập mạng và "Thử thách Thiết kế Robot 10 đô la.

## Ấn phẩm được chọn
- G. Ayorkor Korsah, Anthony Stentz và M. Bernardine Dias, 51 Một phân loại toàn diện cho phân bổ nhiệm vụ đa robot, Tạp chí Nghiên cứu Robotics Quốc tế, Tháng 10 năm 2013 Tập 32, Số 12: Trang 12.   1495-1512.
- G. Ayorkor Korsah, Balajee Kannan, Brett Browning, Anthony Stentz và M. Bernardine Dias, "xBots: Một cách tiếp cận để Tạo và Thực hiện tối ưu Multi-Robot kế hoạch với Cross-Schedule Dependencies," 2012 Hội nghị quốc tế IEEE về Robotics và Tự động hóa (ICRA), Tháng 5/2012.
- G. Ayorkor Korsah, Jack Mostow, M. Bernardine Dias, Tracy Morrison Sweet, Sarah M. Belousov, M. Frederick Dias, Haijun Gong, cải thiện khả năng đọc viết của trẻ em ở châu Phi: Thử nghiệm với một giáo viên dạy đọc tự động, công nghệ thông tin, tập 6 không. 2, 2010.